# Niedersteinebach
 Niedersteinebach là một đô thị thuộc huyện Altenkirchen, trong bang Rheinland-Pfalz, phía tây nước Đức. Đô thị Niedersteinebach có diện tích 0,79 km², dân số thời điểm ngày 31 tháng 12 năm 2006 là 182 người.